# Gottfried Wilda

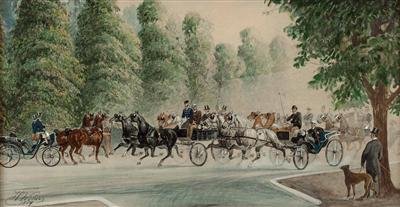
Das Überholmanöver, 1898

Gottfried Heinrich Wilda (* 15. Juli 1862 in Wien; † 30. November 1911 ebenda) war ein österreichischer Maler.
Gottfried Wilda, jüngerer Bruder des Malers Charles Wilda (1854–1907) und des k.u.k. Marineoffiziers Louis Wilda malte vor  allem Szenen des Wiener Stadtlebens, wobei das Großbürgertum und der Adel eine wichtige Rolle spielten, sowie eine Anzahl von Bildern, die Pferde und Pferderennen zum Gegenstand haben.   